# Hilda Agostini
Hilda Agostini (Tarragona, 1890 – París, 1976), fou una mestra i pedagoga catalana, professió que exercí a Catalunya durant la Segona República, membre de la maçoneria i de religió protestant, exiliada a França.
El 2024, el grup de treball de nomenclàtor del districte de Gràcia va plantejar homenatjar-la oficialitzant la plaça Farigola de Vallcarca com a plaça Hilda Agostini, en tant que va ser docent de l'Escola Farigola.